# Saint-Martial-Viveyrol
Saint-Martial-Viveyrol település Franciaországban, Dordogne megyében. Lakosainak száma 184 fő (2022. január 1.). Saint-Martial-Viveyrol La Chapelle-Grésignac, Lusignac, Cherval, Verteillac, Bertric-Burée, Bouteilles-Saint-Sébastien és Nanteuil-Auriac-de-Bourzac községekkel határos.

## Népesség
A település népessége az elmúlt években az alábbi módon változott:
| Lakosok száma | 318  | 271  | 267  | 225  | 202  | 196  | 195  | 189  | 186  | 184  |
|               | 1968 | 1982 | 1990 | 2006 | 2013 | 2015 | 2017 | 2019 | 2020 | 2022 |